# Kanton Blagnac
Kanton Blagnac (francouzsky Canton de Blagnac) je francouzský kanton v departementu Haute-Garonne v regionu Midi-Pyrénées. Tvoří ho čtyři obce.

## Obce kantonu
- Beauzelle
- Blagnac
- Cornebarrieu
- Mondonville